# Yoshikazu Goto
Yoshikazu Goto (後藤 義一 Goto Yoshikazu?, nacido el 20 de febrero de 1964 en Shizuoka) es un exfutbolista japonés. Jugaba de centrocampista y su último club fue el Yokohama FC de Japón.

## Trayectoria

### Clubes
| Club                | País  | Año         |
| ------------------- | ----- | ----------- |
| JEF United Ichihara | Japón | 1986 - 1995 |
| Consadole Sapporo   | Japón | 1996 - 1998 |
| Yokohama FC         | Japón | 1999 - 2003 |

## Palmarés

### Títulos nacionales
| Título                   | Club              | País  | Año  |
| ------------------------ | ----------------- | ----- | ---- |
| Copa Japan Soccer League | Furukawa Electric | Japón | 1986 |